# Scopula decorata
The Middle Lace Border (Scopula decorata) là một loài bướm đêm thuộc họ Geometridae. Nó được tìm thấy ở khắp châu Âu.
Sải cánh dài 20–23 mm. Con trưởng thành bay làm hai đợt from the end of tháng 5 đến tháng 8 .
Ấu trùng ăn thyme.

## Hình ảnh

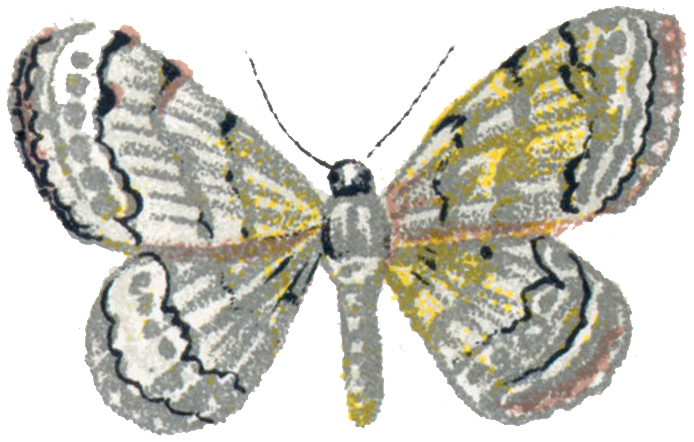
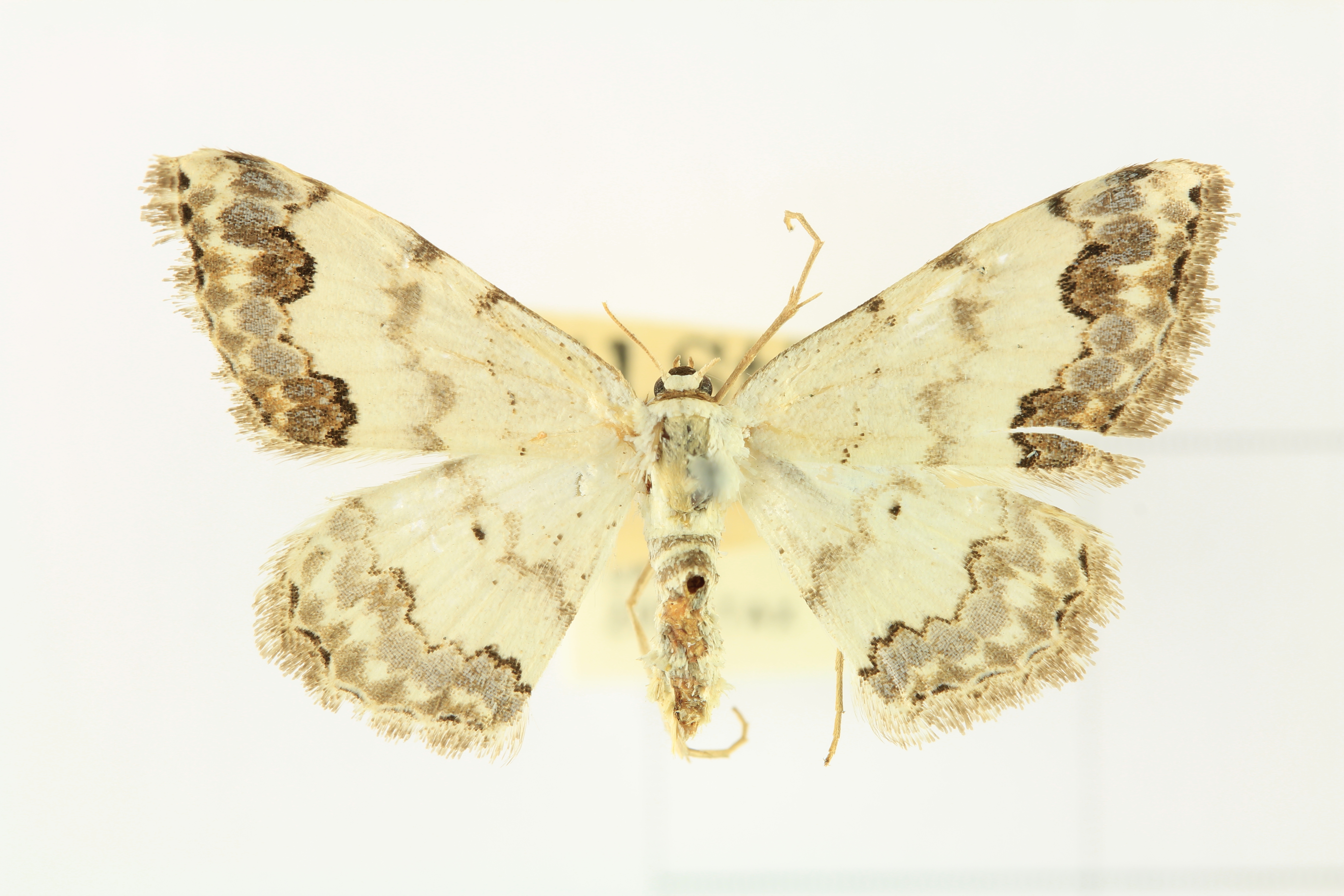